# Zawadzkie
Zawadzkie là một thị trấn thuộc huyện Strzelecki, tỉnh Opolskie ở nam Ba Lan. Thị trấn có diện tích 16 km². Đến ngày 1 tháng 1 năm 2011, dân số của thị trấn là 7880 người và mật độ 479 người/km².